# وادي السيليكون

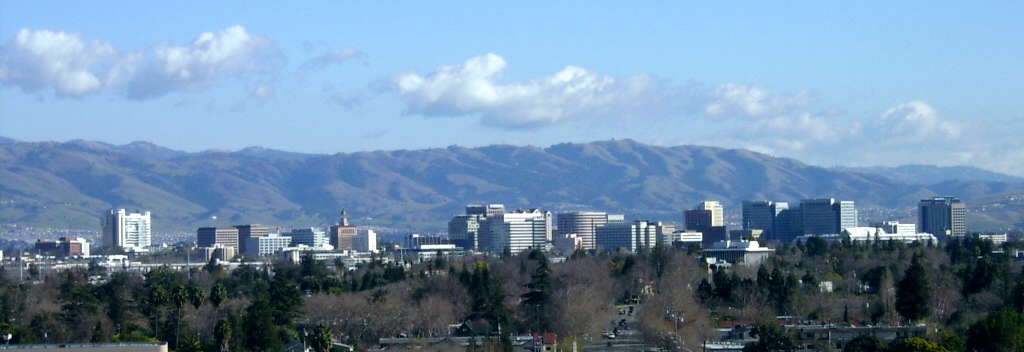
صورة بانورامية لمدينة سان خوسيه، عاصمة سيليكون فالي.

وَادِي السِّيلِيكُون أو سيليكون فالي (بالإنجليزية: Silicon Valley) هي المنطقة الجنوبية من منطقة خليج سان فرانسيسكو بولاية كاليفورنيا في الولايات المتحدة. هذه المنطقة أصبحت مشهورة بسبب وجود عدد كبير من مطوري ومنتجي الشرائح أو الرقاقات السيليكونية (الدائرة المتكاملة)، وحالياً تضم جميع أعمال التقنية العالية في المنطقة، حيث أصبح اسم المنطقة مرادفاً لمصطلح التقنية العالية.
على الرغم من وجود العديد من القطاعات الاقتصادية المتطورة تكنولوجيا إلا أن وادى السيليكون يبقى الأول في مجال التطوير والاختراعات الجديدة في مجال التكنولوجيا المتطورة ويساهم في ثلث العائدات الاستثمارية في مجال المشاريع الجديدة في الولايات المتحدة الأمريكية.

## جغرافيا

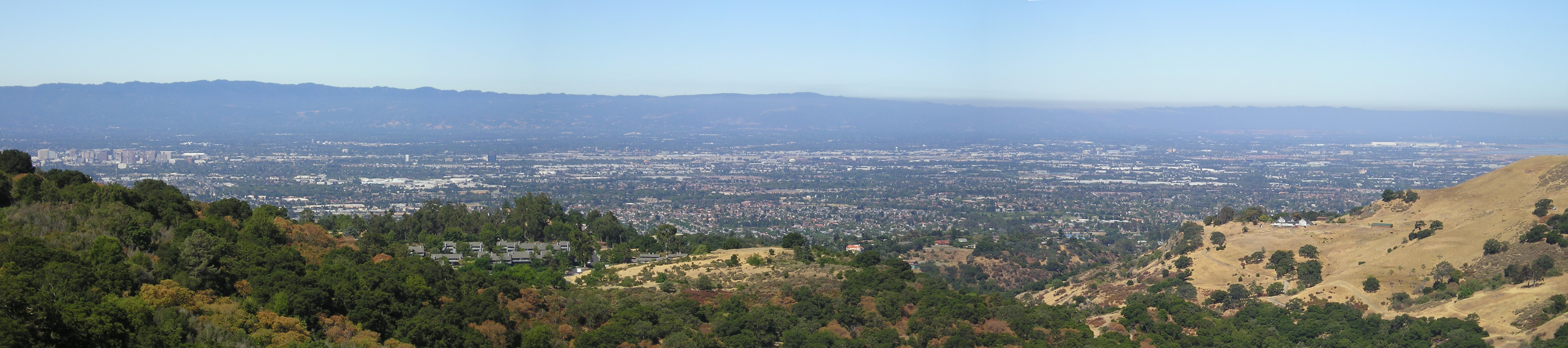
وادي السيليكون

يضم وادي السيليكون كلا من وادي سانتا كلارا بما فيها مدينة (سان خوسيه)، بيننسولا الجنوبية و (ايست بيه) الجنوبي.
وتوجد فيه مجموعات كبيرة جداً من كبرى شركات التقنية تتخذ من وادي السليكون مقراً لها كما أن شركات جديدة تتأسس هناك بتواتر صاروخي رغم الكلفة المرتفعة للأراضي؛ وذلك بفضل البنية التحتية الفائقة التطور والطاقات البشرية الاستثنائية التي تتميز بهما هذه المنطقة من جهة، وطبعًا بفضل البعد المعنوي المهم الذي تحمله عملية اختيار وادي السليكون كمقر للشركة.
ومن بين الخصائص الثقافية المميزة للشركات في وادي السيليكون، اعتمادها على مفاهيم مثل الفشل السريع لتسريع الابتكار، وتقليل الخسائر عبر التجربة المبكرة والتعلُّم من الأخطاء.

## إحصائيات
في عام 2014، أصدرت شركات التكنولوجيا جوجل، وياهو!، وفيسبوك، وآبل، وغيرها تقارير شفافية قدمت توزيعًا تفصيليًا للموظفين. في مايو، قالت جوجل إن 17% من موظفيها التقنيين في جميع أنحاء العالم من النساء، وفي الولايات المتحدة كان 1% من العاملين في مجال التكنولوجيا من السود و 2% من أصل لاتيني. في يونيو 2014 قالت ياهو! إن 15% من وظائفها التقنية تشغلها نساء، و 2% من موظفيها من السود و 4% من أصل لاتيني. ذكرت فيسبوك أن 15% من القوة العاملة في مجال التكنولوجيا لديها من الإناث، و 3% من أصل لاتيني و 1% من السود. في أغسطس 2014، ذكرت شركة آبل أن 80% من موظفيها التقنيين في العالم هم من الذكور وأن 54% من وظائفها التقنيين في الولايات المتحدة يشغلها بيض وحوالي 23% آسيويون. بعد فترة وجيزة، نشرت صحيفة يو إس إيه توداي مقالاً حول افتقار وادي السيليكون إلى تنوع صناعة التكنولوجيا، مشيرة إلى أن معظم العاملين فيها هم من البيض أو الآسيويين، ومن الذكور. وذكرت أن "السود والهسبان غائبون إلى حد كبير، والنساء ممثلات تمثيلاً ناقصًا في وادي السيليكون - من الشركات العملاقة إلى الشركات الناشئة إلى شركات رأس المال الاستثماري".
وفقًا لمسح لشبكة لينكولن لعام 2019، يُعرف 48% من العاملين في مجال التكنولوجيا الفائقة في وادي السيليكون أنفسهم بأنهم مسيحيون، مع كون الكاثوليكية (27%) أكبر فرع لها، تليها البروتستانتية (19%). وجدت الدراسة نفسها أن 16% من العاملين في مجال التكنولوجيا الفائقة يعرفون أنفسهم من دون دين، وحوالي 11% يتبعون دين آخر، وحوالي 8% على أنهم لاأدريين، وحوالي 7% ملحدون. يُعرف حوالي 4% من عمال التكنولوجيا الفائقة في وادي السيليكون بأنهم يهود، و 3% هندوس، و 2% مسلمون.

## قائمة الشركات

### شركات عملاقة
- أدوبي سيستمز
- أدفانسد مايكرو دفايسز (AMD)
- Agilent Technologies
- أبل
- Applied Materials
- Business Objects  [لغات أخرى]‏ (حازتها شركة ساب إيه جي)
- سيسكو سيستمز
- إيباي
- جوجل
- هوليت-باكارد
- إنتل
- إنتويت
- جونيبر للشبكات
- LSI Logic
- Maxim Integrated Products
- National Semiconductor
- نيتأب
- إنفيديا
- أوراكل
- سانديسك
- Sanmina-SCI
- صن ميكروسيستمز (حازت عليها شركة أوراكل)
- سيمانتك
- ياهو!

### شركات متوسطة أو تابعة لشركات كبري
- ثري كوم (الإدارة العامة في ماساشوستس)
- أكتل  [لغات أخرى]‏
- Actuate Corporation  [لغات أخرى]‏
- Adaptec
- Aeria Games and Entertainment
- أمازون (شركة) تابعة لـ A9.com
- أمازون (شركة) تابعة لـ لاب126.com
- Amdahl
- شركة آمبكس  [لغات أخرى]‏
- Antibody Solutions
- Aricent
- أسوس
- آتاري
- أتمل
- برودكوم
- Brocade Communications Systems
- بي ي أ (حازت عليها شركة أوراكل)
- Cypress Semiconductor
- إلكترونيك آرتس
- شركة إي أم سي (الإدارة العامة في هوبكنتن، ماساشوستس)
- فيس بوك
- فيرتشايلد لأشباه الموصلات
- Force10
- Foundry Networks
- فوجيتسو (الإدارة العامة في طوكيو - اليابان)
- Hitachi Global Storage Technologies
- آي بي إم ريسيرش  [لغات أخرى]‏
- IDEO
- لوجيتيك
- LynuxWorks
- Maxtor (now part of Seagate)
- ماكافي
- Memorex (حازتها شركة Imation ونقلت إلى سيرريتوس (كاليفورنيا))
- تقنية ميكرون (الإدارة العامة في بويسي)
- مايكروسوفت (الإدارة العامة في ريدموند (واشنطن))
- شركة موزيلا
- نوكيا (الإدارة العامة في إسبو)
- نتفليكس
- نتسكيب (حازتها شركة إيه أو إل)
- نكست (حازتها شركة أبل)
- Ning
- إن إكس بي لأشباه الموصلات
- أولیفيتي (شركة) (based in إفريا، إيطاليا)
- برمجيات أوبرا (الإدارة العامة في أوسلو - النرويج)
- أوبو
- شركة بالم
- بالم سورس  [لغات أخرى]‏ (حازتها شركة أكزز)
- باي بال (جزء من شركة إيباي)
- Philips Lumileds Lighting Company
- PlayPhone
- Rambus
- روبلوكس
- RSA (حازتها شركة EMC)
- Redback Networks (حازتها شركة إريكسون)
- ساب إيه جي (الإدارة العامة في فالدورف، ألمانيا)
- سيمنز (الإدارة العامة في برلين وميونخ، ألمانيا)
- سيليكون غرافيكس (now defunct)
- Silicon Image
- Solectron (حازتها شركة فلكس)
- سوني
- سوني موبايل كوميونيكيشنز
- معهد ستانفورد للأبحاث
- SunPower
- تيسلا موتورز
- TWiT
- Tellme Networks (حازتها شركة مايكروسوفت)
- TiVo
- سورس فورج (شركة) (سلاش دوت)
- ويب اكس (حازتها شركة سيسكو سيستمز)
- ويسترن ديجيتال
- فيري ساين
- Veritas Software (حازتها شركة سيمانتك)
- في إم وير (حازتها شركة شركة إي أم سي)
- زايلنيكس
- يوتيوب (حازتها شركة جوجل)
- Zoran Corporation

### جهات حكومية
- Moffett Federal Airfield
- NASA Ames Research Center
- Onizuka Air Force Station

## وصلات خارجية
- الموقع الرسمي لوادي سيليكون فالي